# Procambarus apalachicolae
Procambarus apalachicolae (tên tiếng Anh: coastal flatwoods crayfish) là một loài tôm thuộc họ Cambaridae. Đây là loài đặc hữu của Florida, và được xếp là một loài nguy cấp theo Sách đỏ.